# Scott Sidney
Scott Sidney est un réalisateur, scénariste et acteur américain du cinéma muet, né vers 1872 et mort le 20 juillet 1928 à Londres (Royaume-Uni).

## Filmographie

### Comme réalisateur
- 1913 : The Gambler's Pal
- 1914 : Narcotic Spectre
- 1914 : Romance of Sunshine Valley
- 1914 : The Play's the Thing
- 1914 : The Adventures of Shorty (réalisé avec Francis Ford) (+ acteur)
- 1914 : Desert Gold
- 1914 : Freckles
- 1914 : Shorty's Sacrifice (+ acteur)
- 1914 : The Card Sharps
- 1914 : The Wharf Rats
- 1914 : From Out of the Dregs
- 1914 : Desert Thieves
- 1914 : The Curse of Humanity
- 1914 : The Thunderbolt
- 1914 : The Gangsters and the Girl
- 1914 : The Old Love's Best
- 1914 : Stacked Cards (réalisé avec Thomas H. Ince)
- 1914 : The Spark Eternal
- 1914 : The Worth of a Life
- 1914 : Jimmy
- 1914 : The Friend
- 1914 : The Hateful God
- 1914 : A Crook's Sweetheart
- 1914 : Not of the Flock
- 1914 : A Flower in the Desert
- 1915 : The Deadly Spark
- 1915 : The Scrub
- 1915 : A Lucky Blowout
- 1915 : The Bottomless Pit
- 1915 : College Days
- 1915 : A Case of Poison
- 1915 : Shorty Among the Cannibals
- 1915 : The Shoal Light
- 1915 : The Toast of Death (non crédité)
- 1915 : Shorty's Ranch
- 1915 : Matrimony
- 1915 : The Winged Idol
- 1915 : Peinture d'âmes (The Painted Soul)
- 1916 : The Green Swamp
- 1916 : Bullets and Brown Eyes
- 1916 : The Waifs
- 1916 : Willie's Wobbly Ways
- 1916 : The Road to Love
- 1917 : Her Own People
- 1917 : The Lone Point Feud
- 1917 : The Railroad Smugglers
- 1917 : A Two-Cylinder Courtship
- 1918 : Tarzan chez les singes
- 1918 : Her Slumbering Hero
- 1918 : Somebody's Widow
- 1918 : Beware of Blondes
- 1918 : What Will Father Say?
- 1919 : Hard Luck
- 1919 : Oh, Susie, Be Careful
- 1919 : Embrassez la mariée ! (Kiss the Bride)
- 1919 : 'Twas Henry's Fault
- 1919 : Dangerous Nan McGrew
- 1920 : The Smart Aleck
- 1920 : Go West, Young Woman
- 1920 : Queens Are Trumps
- 1920 : Mr. Fatima
- 1920 : 813
- 1920 : Dining Room, Kitchen and Sink
- 1921 : Rest in Peace
- 1921 : Nobody's Wife
- 1921 : Blondes
- 1921 : Mixed Bedrooms
- 1921 : Red Hot Love
- 1921 : Turkey Dressing
- 1921 : Zero Love
- 1921 : Money Talks
- 1921 : Sweet Revenge
- 1921 : A Handy Husband
- 1921 : How She Lied
- 1921 : Wild and Willie
- 1921 : Chicken Hearted
- 1921 : Eat and Be Happy
- 1921 : Afraid of His Wife
- 1921 : Let Me Explain
- 1921 : Say Uncle
- 1921 : Saving Sister Susie
- 1921 : The Adventures of Tarzan
- 1921 : Kiss and Make Up
- 1921 : No Parking
- 1922 : A Rambling Romeo
- 1922 : Oh, Promise Me
- 1922 : Bucking Broadway
- 1922 : The Son of Sheik
- 1922 : Ocean Swells
- 1922 : Chop Suey
- 1923 : Hazel from Hollywood
- 1923 : Babies Welcome
- 1923 : Take Your Choice
- 1923 : Back to the Woods
- 1923 : Hold Everything
- 1923 : Kidding Katie
- 1923 : Call the Wagon
- 1924 : Stay Single
- 1924 : Getting Gertie's Goat
- 1924 : Hold Your Breath
- 1924 : Reckless Romance
- 1924 : A Fat Chance
- 1925 : Madame Behave
- 1925 : The Million Dollar Handicap
- 1925 : Charley's Aunt
- 1925 : Stop Flirting
- 1925 : Seven Days
- 1926 : Le Neurasthénique (en) (The Nervous Wreck)
- 1927 : The Wrong Mr. Wright
- 1927 : No Control

### comme scénariste
- 1915 : The Shoal Light
- 1921 : Spooners
- 1929 : Doublepatte et Patachon magiciens (The Rocket Bus), de W.P. Kellino